# Запренжин
Запренжин (пол. Zaprężyn, нім. Sapraschine) — село в Польщі, у гміні Длуґоленка Вроцлавського повіту Нижньосілезького воєводства.
Населення — 161 особа (2011).
У 1975-1998 роках село належало до Вроцлавського воєводства.

## Демографія
Демографічна структура станом на 31 березня 2011 року:
|          | Загалом | Допрацездатний вік | Працездатний вік | Постпрацездатний вік |
| -------- | ------- | ------------------ | ---------------- | -------------------- |
| Чоловіки | 78      | 11                 | 59               | 8                    |
| Жінки    | 83      | 14                 | 45               | 24                   |
| Разом    | 161     | 25                 | 104              | 32                   |